# This Stupid World
This Stupid World è il 20° album in studio degli Yo La Tengo pubblicato nel 2023.

## Tracce
Testi e musiche di Georgia Hubley, Ira Kaplan e James McNew.
1. Sinatra Drive Breakdown – 7:24
2. Fallout – 4:36
3. Tonight's Episode – 4:50
4. Aseslestine – 3:50
5. Until It Happens – 3:15
6. Apology Letter – 4:16
7. Brain Capers – 5:35
8. This Stupid World – 7:27
9. Miles Away – 7:30
10. (senza titolo) (strumentale) – 7:02

## Formazione
- Georgia Hubley: batteria
- Ira Kaplan: chitarra e voce
- James McNew: basso